# 幸福軌道
『幸福軌道』（こうふくきどう）は、日本のバンド・SUPER BEAVERの1枚目のフルアルバム。2009年11月25日にEpic Recordsから発売された。

## 概要
SUPER BEAVER初のフルアルバム。
「深呼吸」（『NARUTO-ナルト-疾風伝』エンディングテーマ）、「二つの旅路」（日本テレビ系『音楽戦士 MUSIC FIGHTER』8月POWER PLAY）、「シアワセ」を含む全13曲を収録。
初回生産限定盤DVDには「シアワセ」アコースティック Ver.のLIVE映像が収録されている。

## 収録曲
| 全編曲: SUPER BEAVER。 |                            |           |           |       |
| #                      | タイトル                   | 作詞      | 作曲      | 時間  |
| 1.                     | 「幸福軌道」               | 柳沢亮太  | 柳沢亮太  | 4:41  |
| 2.                     | 「シアワセ」               | 柳沢亮太  | 柳沢亮太  | 4:47  |
| 3.                     | 「二つの旅路」             | 柳沢亮太  | 柳沢亮太  | 4:57  |
| 4.                     | 「地球軸」                 | 上杉研太  | 上杉研太  | 3:16  |
| 5.                     | 「電波」                   | 柳沢亮太  | 柳沢亮太  | 5:09  |
| 6.                     | 「未だ見ぬ明日へ」         | 柳沢亮太  | 柳沢亮太  | 4:31  |
| 7.                     | 「ドクターペッパー」       | 上杉研太  | 柳沢亮太  | 2:31  |
| 8.                     | 「種の話」                 | 上杉研太  | 上杉研太  | 3:29  |
| 9.                     | 「深呼吸」(album mix)      | 柳沢亮太  | 柳沢亮太  | 4:46  |
| 10.                    | 「さよならも、ありがとう」 | 柳沢亮太  | 柳沢亮太  | 5:29  |
| 11.                    | 「日常サイクル」           | 柳沢亮太  | 柳沢亮太  | 4:31  |
| 12.                    | 「風」                     | -         | 柳沢亮太  | 1:08  |
| 13.                    | 「アカネボシ」             | 柳沢亮太  | 柳沢亮太  | 5:02  |
| 合計時間:              | 合計時間:                  | 合計時間: | 合計時間: | 54:17 |

| #  | タイトル                               | 作詞 | 作曲・編曲 |
| -- | -------------------------------------- | ---- | ---------- |
| 1. | 「シアワセ -Acoustic version (Live)-」 |      |            |

### 楽曲解説
1. 幸福軌道
2. シアワセ
  - 3rdシングル
3. 二つの旅路
  - 2ndシングル
  - 日本テレビ系『音楽戦士 MUSIC FIGHTER』8月POWER PLAY
4. 地球軸
5. 電波
6. 未だ見ぬ明日へ
7. ドクターペッパー
8. 種の話
9. 深呼吸 (album mix)
  - 1stシングル
  - テレビアニメ『NARUTO-ナルト-疾風伝』エンディングテーマ
10. さよならも、ありがとう
11. 日常サイクル
12. 風
13. アカネボシ